# Amanda Tröndle-Engel
Amanda Tröndle-Engel (* 12. November 1861 in der Brunnmühle (Ligerz); † 29. September 1956 in Solothurn, heimatberechtigt in Aarau und Solothurn) war eine Schweizer Malerin und Kunstpädagogin.

## Leben und Wirken
Amanda Engel wuchs in der Brunnmühle bei Twann am Bielersee auf. Nach dem frühen Tod des Vaters zog die Familie 1871 nach Aarau. Dank einer Ausbildung zur Zeichenlehrerin bei Johann Weissbrod, der in Basel an der Gewerbeschule arbeitete, konnte sie sich später selbständig machen und in Solothurn von ihrer künstlerischen und pädagogischen Arbeit leben. Sie unterrichtete u. a. Cuno Amiet (1868–1961). Im Jahr 1886 führte sie ein Tagebuch, das über ihren Alltag als Mal- und Gesangslehrerin in Solothurn Auskunft gibt.
Am 14. Juli 1885 heiratete sie den Juristen Arnold Amiet, der später solothurnischer Oberrichter wurde. Er regte sie dazu an, ihre Studien in Paris fortzusetzen, wo sie mit seinen Freunden Franz Scherrer und Amadé de Besenval verkehrte und an der Zeichenschule von Louise Thoret an der Rue Madame lernte, wo zweimal wöchentlich Marcel Baschet von der Académie Julian zur Korrektur und Kritik kam.
Nach dem Tod Arnold Amiets im Juli 1900 erteilte die Witwe privaten Malunterricht. Zudem eröffnete sie in ihrem Haus «Rosenhag» an der Kapuzinergasse 168 (heute Nummer 9) eine Pension.
1904 reiste Amiet-Engel zum Kunststudium nach Dachau zu Adolf Hölzel. Zuvor schon hatte sie zeitweise an der Damenakademie des Münchner Künstlerinnenvereins studiert, dessen Mitglied sie im November 1901 gleichzeitig mit ihrer Nichte Martha Burkhardt geworden war. Dort wurde sie u. a. von Angelo Jank und Max Feldbauer unterrichtet. Sie besuchte in München auch die private Malschule von Simon Hollósy.
Im Februar 1906 heiratete sie in München den 22 Jahre jüngeren Oskar Tröndle aus Möhlin. Das Ehepaar kehrte 1907 nach Solothurn zurück, wo es fortan im Kulturleben eine wichtige Rolle spielte. Amanda Tröndle führte in Solothurn eine eigene Malschule, die "Mooli", in der sie ihre theoretischen Erkenntnisse praktisch umsetzte. 
Sie wandte sich nun dem Zeichenunterricht von Kindern zu. Ihr Lehrmittel Aug, erwach! (1935) war sehr erfolgreich. Das Buch basierte auf eigenen Erfahrungen: Tröndle-Engel hatte eine städtische Primarklasse vom zweiten bis sechsten Schuljahr unterrichtet, um ihre Bildungstheorie in der Praxis zu erproben. Durch ihre pädagogische und publizistische Tätigkeit wurde sie zu einer bedeutenden Kunstvermittlerin und insbesondere zur Pionierin eines modernen Zeichenunterrichts. Dass sie über die Schweizer Grenzen hinaus wirkte, belegt unter anderem die Übersetzung ihres Hauptwerks ins Niederländische.
Daneben präsentierte sie auch eigene Werke, u. a. auch in New York (Linolschnitt Das Kätzchen, 1947). Sie und ihr Ehemann arbeiteten zudem mit Josef Reinhart am (Weihnachtsspiel Der Stern von Bethlehem) zusammen. 
Sie war Mitglied der Solothurner Sektion GSMBA. Ihre Werke befinden sich u. a. im Kunstmuseum Solothurn und im Kunstmuseum Olten.
Von Juni bis Oktober 2024 wurden ihre Werke erstmals in einer gemeinsamen Retrospektive zusammen mit denen ihres Mannes Oskar Tröndle im Kunstmuseum Solothurn gezeigt.

## Werke
- Zeichnungs-Unterricht in der Volksschule. Vortrag, gehalten am 8. Januar 1913 in der Töpfergesellschaft Solothurn. Separatdruck aus dem Solothurner Tagblatt 1916.
- Der Stern von Bethlehem. Die Weihnachtsgeschichte in Worten und Bildern, Gedichte in Mundart von Josef Reinhart, Schattenbilder entworfen von Amanda Tröndle-Engel, geschnitten von Oskar Tröndle. Hrsg. in Verbindung mit der schweizerischen Stiftung zur Förderung von Gemeindestuben und Gemeindehäusern. 1. Aufl. Rotapfel-Verlag, Erlenbach-Zürich 1923. (Nachdruck 2002).
- Aug, erwach! Ein Beitrag zum Zeichenunterricht in der Volksschule, Erlenbach-Zürich / Leipzig 1935.
- Oog, word wakker! eene bijdrage tot het teekenonderwijs op de lagere school (Übersetzung durch Marta Halbertsma-Reimann), o. O. 1939.